# Klosterkirche Mariä Himmelfahrt (Gars am Inn)

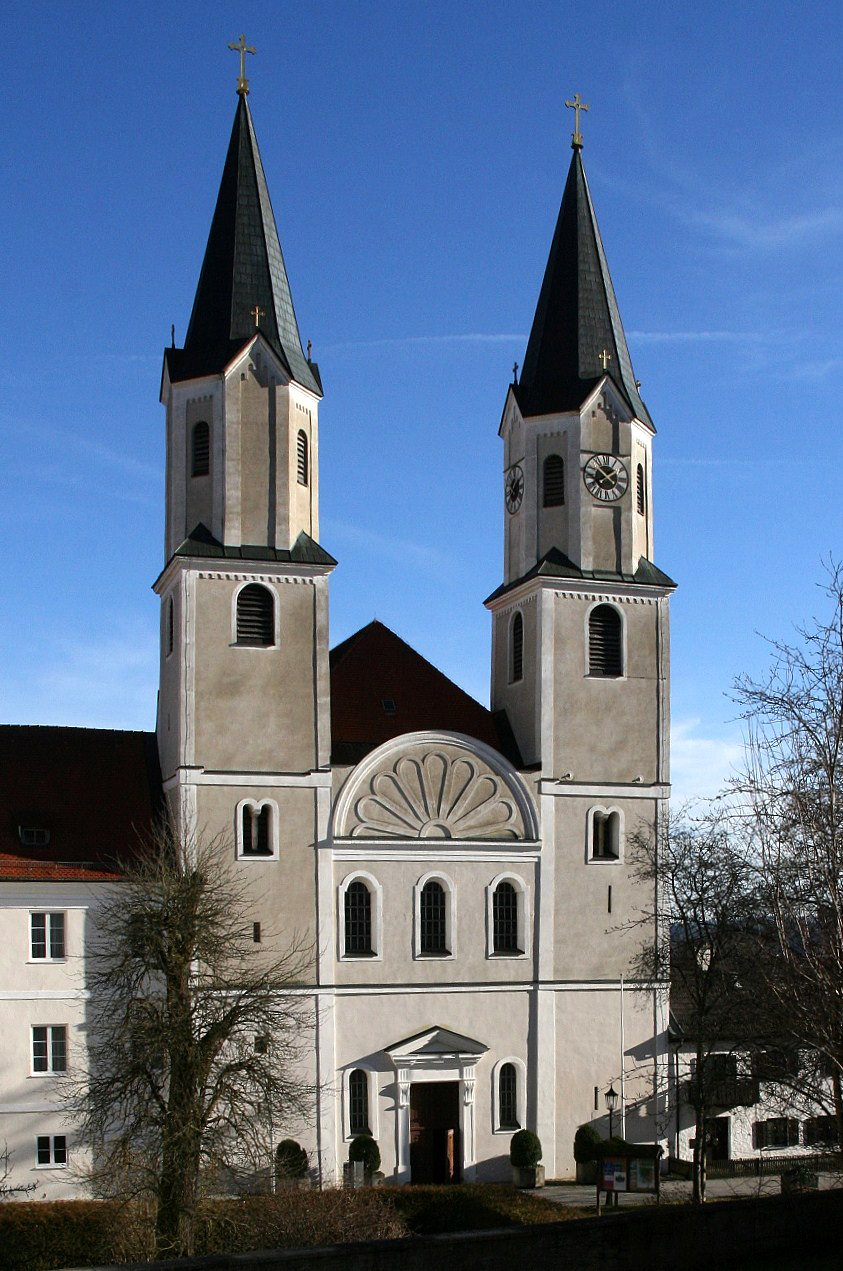
Außenansicht, von Westen

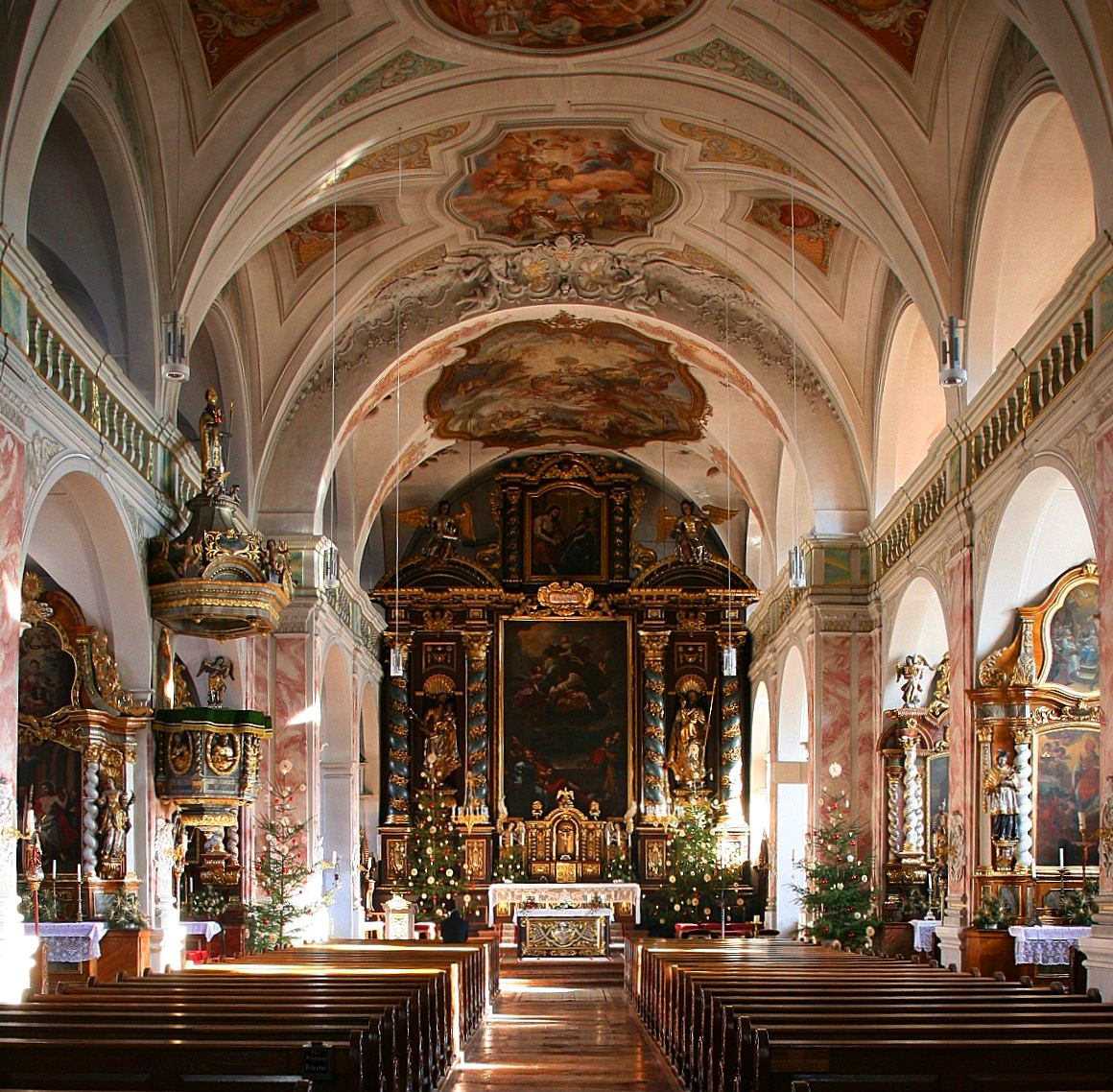
Innenraum

Die Pfarr- und Klosterkirche Mariä Himmelfahrt und St. Radegundis in Gars am Inn ist die Kirche des Redemptoristenklosters Gars und katholische Pfarrkirche des Ortes.

## Geschichte
Die im 12. Jahrhundert erbaute romanische Klosterkirche, die später mehrfach umgebaut und erneuert worden war, wurde aufgrund der im Dreißigjährigen Krieg erlittenen Schäden nach 1658 abgebrochen. Der 1661 begonnene Neubau des damaligen Augustiner-Chorherrenstifts, das eines der vier Salzburger Archidiakonate bildete, wurde schon gut ein Jahr später für Gottesdienste genutzt und 1690 durch den Salzburger Erzbischof geweiht. Planung und Ausführung lagen in den Händen der Graubündner Baumeister Giovanni Gaspare Zuccalli und Domenico Cristoforo Zuccalli. Es entstand einer der frühesten barocken Kirchenbauten in Altbayern.

## Bauwerk
Bei der Kirche Mariä Himmelfahrt in Gars am Inn handelt es sich um eine Wandpfeilerhalle mittlerer Größe mit Emporen und eingezogenem Chor. Sowohl die Kapellen, an deren Ostseiten Altäre aufgestellt sind, als auch die Emporen besitzen – zumindest an der südlichen Raumwand – Fenster. An den Wandpfeilerstirnen stehen auffällig flache Doppelpilaster. Deren Gebälklage wird von der Emporenbrüstung fortgeführt. Dies ist auch der Ansatzpunkt der Tonne des Wandpfeilersaals. Der niedrig, etwas lastend proportionierte Saalraum wird von einer gurtgegliederten Stichkappentonne abgeschlossen, während die Abseiten Quertonnen aufweisen, in die ebenfalls kleine Stichkappen einschneiden. 

## Ausstattung
Während 1679 eine der südlichen Seitenkapellen aufgrund einer Stiftung mit Stuck von Giovanni Battista Brenni ausgestattet wurde, unterblieb die geplante Stuckierung der gesamten Kirche aus Geldmangel. Die Freskierung erfolgte 1712/13 durch Benedikt Albrecht (um 1655–1730) und Johann Eustachius Kendlbacher (1660–1725). Die (1895/98 teilweise überarbeiteten) Deckenbilder des Langhauses zeigen die Gründung des Klosters Gars (über der Orgel), die Heilige Cäcilia und die Heilige Radegundis, die Rosenkranz-Madonna (zu deren Verehrung seit 1623 eine Bruderschaft in Gars bestand) und den Ordenspatron Augustinus; die Hauptbilder werden von kleineren symbolischen Darstellungen (Emblemen) begleitet. Das Deckenbild im Chor schuf 1777/78 Martin Anton Seltenhorn (1741–1809) aus Kraiburg; es zeigt die Verehrung der Eucharistie durch die vier Erdteile.
Der 1693 errichtete imposante Hochaltar birgt ein schon 1663 durch Herzog Albrecht VI. gestiftetes Gemälde der Himmelfahrt Mariens vom Münchener Hofmaler Karl Pfleger (1618–1688); die überlebensgroßen Seitenfiguren des Wasserburger Bildhauers Georg Ferdinand Hartmann stellen den Heiligen Josef mit Jesuskind und den Heiligen Joachim (mit seiner Tochter Maria) dar.
Von den übrigen Altären ist das 1704 errichtete östliche Altarpaar zu Ehren des Heiligen Augustinus (links) und der Heiligen Radegundis (rechts) hervorzuheben. Der Virgil-Altar von 1710 (auf der linken Seite) mit einem schönen Altarbild des Münchener Hofmalers Johann Degler birgt in seiner Mensa den Reliquienschrein des Seligen Kaspar Stanggassinger. Auf dem gegenüberliegenden Altar (von 1745) wird eine spätgotische Pietà verehrt.
Hinzuweisen ist auch auf eine Reihe mittelalterlicher Grabsteine, die seit 1695 an den Kirchenwänden aufgerichtet sind. Ein eigener, intimer Kirchenraum ist die südlich an den Chor anschließende Felixkapelle. Die Reliquien des römischen Heiligen kamen 1672 aus der Priscilla-Katakombe nach Gars; bald entwickelte sich zu ihnen eine blühende Wallfahrt. In der Mitte des 18. Jahrhunderts wurden sie in typisch barocker Manier gefasst und zu einem Skelett zusammengesetzt. Seitdem sitzt der Heilige Felix in einem Altaraufbau des Landshuter Bildschnitzers Christian Jorhan (der Ältere) (1727–1804).